# Sarah Wyman Whitman

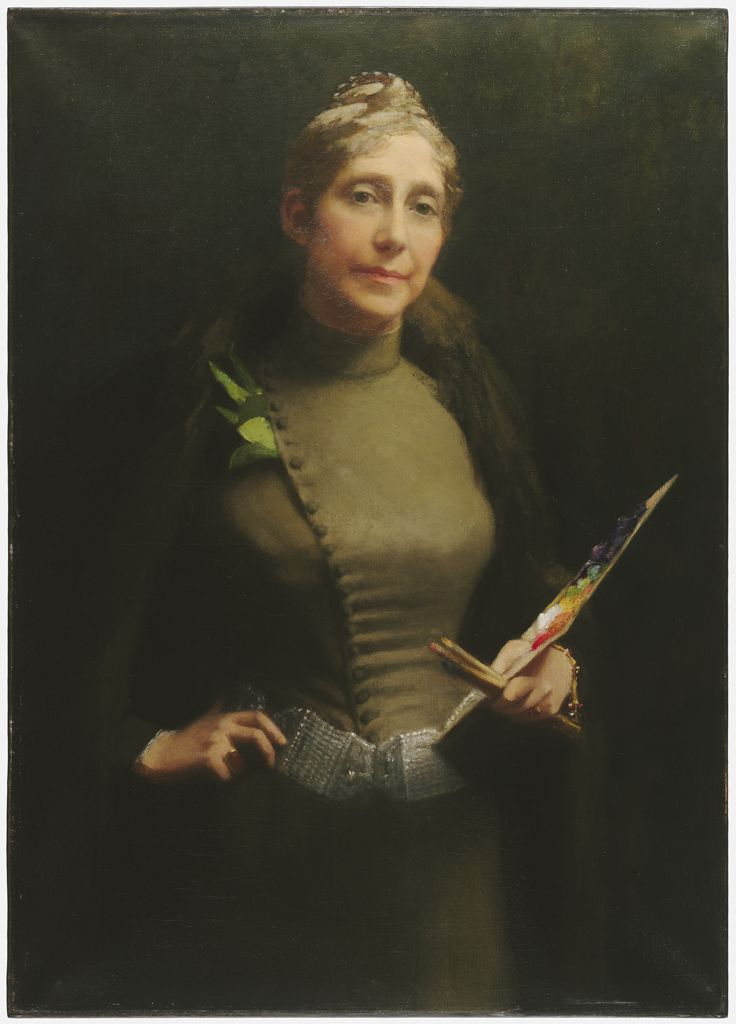
Sarah Wyman Whitman

Sarah Wyman Whitman, auch Sarah de St. Prix Wyman Whitman (* 5. Dezember 1842 in Lowell, Massachusetts; † 25. Juni 1904 in Boston), war eine US-amerikanische Künstlerin, die durch zahlreiche Bilder, die Erstellung von Kirchenfenstern und vor allem durch die Gestaltung von Buchtiteln Berühmtheit erlangte.

## Leben und Werk
Whitman begann ihre künstlerische Karriere in den frühen 1880er Jahren mit der Gestaltung von Buchtiteln. Als Reaktion auf das häufig prunkvolle und aufwändige Design von Buchtiteln in den Jahren vor 1880 entwickelte Whitman einen eigenen Stil, der als eine Rückkehr zum Essentialismus bezeichnet wurde. So zeichneten sich Whitmans Werke durch einfache und klare Formen und den Verzicht auf prunkvolle beziehungsweise auffällige Farben aus. Dieser harsche Einschnitt in die bisher übliche Form der Titelgestaltung fand schnell zahlreiche Anhänger. Dies hatte zur Folge, dass Sarah Wyman Whitman enge Freundschaften zu bekannten Autoren entwickelte, darunter Sarah Orne Jewett und Oliver Wendell Holmes. Da die Schlichtheit der Werke Whitmans neben ihrer ästhetischen Komponente auch den Vorteil hatte, in der Buchproduktion relativ kostengünstig zu sein, verbreiteten sich die Werke schnell über die gesamte Ostküste der Vereinigten Staaten.
Neben dem erfolgreichen Design von Buchtiteln malte Sarah Wyman Whitman zahlreiche Bilder, deren Mehrzahl noch heute im Museum of Fine Arts in Boston zu sehen sind. Darüber hinaus versuchte sich Whitman erfolgreich in der Glasmalerei. Von ihr gestaltete Fenster finden sich unter anderem in der Trinity Church in Boston, in der Grace Church in New York City und der Harvard Memorial Hall.

## Soziales Engagement
Sarah Wyman Whitman machte sich nicht nur mit ihrem eigenen Werk, sondern auch mit der Förderung junger Talente einen Namen. So war sie Mitbegründerin der Boston Society of Arts and Crafts sowie Förderer des Radcliffe Colleges, der Howard University und des Tuskegee Institutes.

## Privatleben
Sarah Wyman Whitman heiratete im Jahre 1866 den reichen Bostoner Wollhändler Henry Whitman, der für ihre künstlerischen Ambitionen wenig Interesse zeigte. Verschiedene Quellen berichten von einer unglücklichen Ehe, die kinderlos blieb. Wyman Whitman lebte vor allem für ihre Arbeit und ihre dadurch gewonnenen Freunde, allem voran Sarah Orne Jewett, mit der sie eine ausführliche Briefkorrespondenz führte, die noch heute im Smithsonian Institut für Art and Design zu lesen ist.